# Фрэнк, Джейсон Дэвид
Джейсон Дэвид Фрэнк (англ. Jason David Frank; 4 сентября 1973, Ковина, Калифорния — 19 ноября 2022, Хьюстон, Техас, Техас) — американский актёр и боец смешанных единоборств. Наиболее известен своей ролью Томми Оливера, Зелёного рейнджера, Белого рейнджера, Белого ниндзя-рейнджера, Зео-рейнджера V Красного, первого Красного турборейнджера и Чёрного динорейнджера в 1—5 и 13 сезонах «Могучих Рейнджеров». Также работал актёром озвучивания и является кумиром нескольких поколений.

## Биография
Джейсон Дэвид Фрэнк родился 4 сентября 1973 года в американском городе Ковина, в округе Лос-Анджелеса штата Калифорния. Фрэнк был христианином и говорил о том, что начал посещать церковь после смерти своего брата. Его брата звали Эрик Фрэнк (1971—2001), он исполнял эпизодическую роль Дэвида Трухарта в телесериале «Могучие рейнджеры: Турбо», но ушёл из жизни по причине неизвестной болезни.
Был женат на своей первой жене в 1994 году, у пары родились двое сыновей и дочь. Они развелись в 2001 году. В 2003 году он женился на своей второй жене Тэмми, и у пары родилась дочь. В 2022 году Тэмми подала на развод, который был в процессе оформления на момент его смерти.
Фрэнк первые появился на телевидении в качестве актёра в фильме Могучие морфы: Рейнджеры силы в 1995 году, в роли Томми Оливера. Эту роль отыгрывал во многих других сезонах Могучих рейнджеров, а также играл различные роли во многих других телесериалах и фильмах. Последняя роль запланирована была на 2023 год в боевике «Легенда о Белом драконе», но его перенесли на 2024 год. Там Фрэнк исполнил роль Эрика Рида (Белый дракон).
Обладая знанием многих различных стилей боевых искусств, в том числе сётокан, вадо-рю, тхэквондо, дзюдо, бразильского джиу-джитсу, тайского бокса, вин-чун, джиткундо и айкидо, а также его собственный вариант американского карате под названием «тосо кунэ до». Фрэнк появлялся на Арнольд Классик 29 февраля 2008 года в Колумбусе, штат Огайо. Был замечен также в боях по ММА, видео которых можно найти на YouTube.
Фрэнк ушёл из жизни в Техасе 19 ноября 2022 года в возрасте 49 лет. Известно, что он лечился от депрессии. Причиной смерти стало самоубийство, вызванное ссорой с бывшей женой.
19 апреля 2023 года к 30-летию Могучих рейнджеров вышел специальный выпуск: Могучие Рейнджеры: Однажды и навсегда, посвящённый Тхюи Чанг и Фрэнку.

## Фильмография

### Телевидение
| Название                                                 | Год       | Роль | Ссылки                                                                              |
| -------------------------------------------------------- | --------- | --- | ----------------------------------------------------------------------------------- |
| Могучие Рейнджеры                                        | 1993-1996 | Томми Оливер — Зеленый рейнджер / Белый рейнджер, также изображал Тома Оливера (клон Зеленого рейнджера) / Белого незнакомца (предок Дикого Запада) | 124 (эпизоды)                                                                       |
| Могучие морфы: Рейнджеры силы: Волшебное Рождество Альфы | 1994      | Томми Оливер | Короткометражный выпуск                                                             |
| Кибертрон                                                | 1994      | Адам Стил — Кибертрон | Первый пилотный выпуск                                                              |
| Могучие рейнджеры: Зео                                   | 1996      | Томми Оливер — Зео Рейнджер V красный | 50 (эпизоды)                                                                        |
| Школа Сладкой Долины                                     | 1996      | A.J. |                                                                                     |
| Семейные ценности                                        | 1996      | Череп |                                                                                     |
| Могучие рейнджеры: Турбо                                 | 1997      | Томми Оливер/ красный турбо рейнджер | 19 (эпизоды)                                                                        |
| Могучие рейнджеры: Потерянный эпизод                     | 1999      | Томми Оливер | Архивные кадры                                                                      |
| ФАКультет                                                | 2000      | Карл |                                                                                     |
| Power Rangers Wild Force                                 | 2002      | Томми Оливер/5-й Зео рейнджер | В титрах как Джейсон Фрэнк/ Эпизод: «Навсегда красный»                              |
| Могучие рейнджеры: Дино Гром                             | 2004      | Доктор Томми Оливер/ Чёрный дино рейнджер | 38 (эпизоды), 12 (голоса)                                                           |
| Могучие рейнджеры: Мегафорс                              | 2014      | Доктор Томми Оливер / зелёный рейнджер / белый рейнджер                                                                                             | Эпизод: «Легендарная битва»                                                         |
| Моя трансформирующаяся жизнь                             | 2014-2022 | Сам себя (роль) | Веб-сериал                                                                          |
| Трансформеры: Возвращение Титанов                        | 2017-2018 | Эмиссар (агент?) (Голос) | Веб-сериал                                                                          |
| Ниндзяк против вселенной Valiant                         | 2018      | Рэй Гаррисон / Бладшот | Веб-сериал                                                                          |
| Могучие рейнджеры: Гиперфорс                             | 2018      | Доктор Томми Оливер/ чёрный дино рейнджер Лорд Драккон                                                                                              | Веб-сериал; Эпизоды: «Доктор. Возвращение Томми Оливера» «Расколотая сеть, часть 2» |
| Могучие Рейнджеры: Сталь ниндзя                          | 2018      | Доктор Томми Оливер / зелёный рейнджер / белый рейнджер / 5-й красный Зео рейнджер/ Чёрный Дино рейнджер / Томми (робот)                            | Эпизод: «Измерения в опасности»                                                     |
| Вся правда о медведях                                    | 2019      | Серебряный медведь (голос) | Эпизод: «Воображаемый друг»                                                         |

### Фильмы
| Фильм                                                    | Год  | Роль                                | Источники      |
| -------------------------------------------------------- | ---- | ----------------------------------- | -------------- |
| Могучие морфы: Рейнджеры силы                            | 1995 | Томми Оливер/белый могучий рейнджер |                |
| Turbo: A Power Rangers Movie                             | 1997 | Томми Оливер/красный Турбо рейнджер |                |
| Paris                                                    | 2003 | Чад (в титрах не указан)            |                |
| Юные защитники                                           | 2007 | Томми Кин                           |                |
| Дублер: История Джона Стюарта                            | 2007 | Джон Стюарт                         |                |
| Голубое солнце                                           | 2010 |                                     |                |
| Crammed 2: Hoaching                                      | 2011 | Кристофер Краммед                   |                |
| Могучие Рейнджеры (фильм)                                | 2017 | Гражданин Энджел Гроув              | Камео          |
| Могучие рейнджеры: Legacy Wars — Street Fighter Showdown | 2018 | Томми Оливер                        |                |
| Making Fun: The Story of Funko                           | 2018 | Играет сам себя                     | Документальный |
| Легенда о Белом Драконе                                  | 2024 | Эрик Рид/Белый дракон               | Финальная роль |

### Видеоигры
| Название игры                                                                           | Год  | Роль персонажа                                            | Источники |
| --------------------------------------------------------------------------------------- | ---- | --------------------------------------------------------- | --------- |
| Могучие морфы: Рейнджеры Силы (фильм по игре) (Mighty Morphin Power Rangers: The Movie) | 1995 | Томми/белый рейнджер                                      | Голос     |
| Piper (музыка)                                                                          | 1996 | Пайпер Песня Ветра                                        | Видео     |
| Power Rangers Dino Thunder (Могучие Рейнджеры: Дино Гром)                               | 2004 | Доктор Томми Оливера/чёрный дино рейнджер                 | Голос     |
| Power Rangers: Battle for the Grid (Могучие рейнджеры: Битва за сеть)                   | 2019 | Томми Оливер/Лорд Драккон/Зеленый рейнджер/Белый рейнджер | Голос     |